# Frigyes Károly porosz herceg (1893–1917)
Frigyes Károly porosz herceg (németül: Prinz Friedrich Karl von Preußen, teljes nevén Tassilo Wilhelm Humbert Leopold Friedrich Karl) (Glienicke, 1893. április 6. – Saint-Étienne-du-Rouvray, 1917. április 6.) porosz herceg, az 1912. évi nyári olimpiai játékok bronzérmes díjugratója.

## Élete
Frigyes Károly porosz herceg 1893. április 6-án jött világra édesapja glienickei birtokán Frigyes Lipót porosz herceg (1865–1931) és Lujza Zsófia schleswig–holsteini hercegnő (1866–1952) harmadik gyermekeként, egyben második fiaként. Édesapja a porosz hadseregben szolgált, emellett szabadkőműves is volt. Édesanyja a schleswig–holsteini uralkodócsalád augustenburgi ágából származott, a német császárné nővére volt.
A négygyermekes családban a sportolás fontos szerepet játszott: mind Frigyes Károly, mind Frigyes Zsigmond öccse kiváló lovas hírében álltak. Frigyes Károly herceg olyannyira komolyan vette a lovaglást, hogy az 1912. évi nyári olimpiai játékok alkalmával a német csapat tagjaként díjugratásban versenyzett, és bronzérmet szerzett. Lova a Gibson Boy névre hallgatott. A herceg emellett a porosz hagyományoknak megfelelően a német hadseregben teljesített szolgálatot; először mint a gyalogos testőrség hadnagya.
Az első világháború kitörésekor Frigyes Károly herceg a légierőhöz került át, pilótaként szolgált. 1917. március 23-án hivatalosan bejelentették, hogy a herceg repülőgépe nem tért vissza a német támaszpontra, nyoma veszett valahol Péronne térségében. A herceg Albatros D.III-as repülőgépével egy felderítő hadművelet során kénytelen volt kényszerleszállást végrehajtani, mivel találat érte gépe motorját. Semleges területen ért földet, azonban súlyosan megsebesült. Ausztrál katonák elfogták és hadifogságba vetették. Néhány nappal később, 1917. április 6-án – más források szerint március 27-én – a porosz herceg belehalt sérüléseibe. Magas rangú tiszteknek kijáró szertartás keretében temették el; maradványait később családja kérésére hazaszállították.

## Fordítás
- Ez a szócikk részben vagy egészben  a   Prince Friedrich Karl of Prussia (1893–1917) című angol Wikipédia-szócikk ezen változatának fordításán alapul.  Az eredeti cikk szerkesztőit annak laptörténete sorolja fel. Ez a jelzés csupán a megfogalmazás eredetét és a szerzői jogokat jelzi, nem szolgál a cikkben szereplő információk forrásmegjelöléseként.